# Скулинський заказник
Ску́линський заказник — ландшафтний заказник місцевого значення в Україні. Об'єкт розташований на території Ковельського району Волинської області, на південний захід від села Скулин. 
Площа 150 га. Статус присвоєно згідно з розпорядженням обласної ради від 3.03.1993 року № 18-р. Перебуває у віданні ДП «Ковельське ЛГ» (Білинське лісництво, кв. 63, 66). 
Статус присвоєно для збереження частини лісового масиву з сосново-березовими насадженнями I–II бонітету, віком 50–70 років.
У підліску зростають горобина звичайна (Sorbus aucuparia), крушина ламка (Frangula alnus), у трав'яному покриві - чорниця (Vaccinium myrtillus), журавлина болотна (Oxycoccus palustris), брусниця звичайна (Rhodococcus vitis-idaea), звіробій звичайний (Hypericum perforatum), чистотіл звичайний (Chelidonium majus), череда трироздільна (Bidens tripartita), медунка лікарська (Pulmonaria officinalis). Трапляється рідкісний вид, занесений до Червоної книги України – журавлина дрібноплода (Oxycoccus microcarpus). 
У заказнику мешкає 15 видів ссавців: свиня дика (Sus scrofa), лисиця звичайна (Vulpes vulpes), заєць європейський (Lepus europeaus), куниця лісова (Martes martes) та численні види птахів ряду горобцеподібні (Passeriformes).

## Галерея

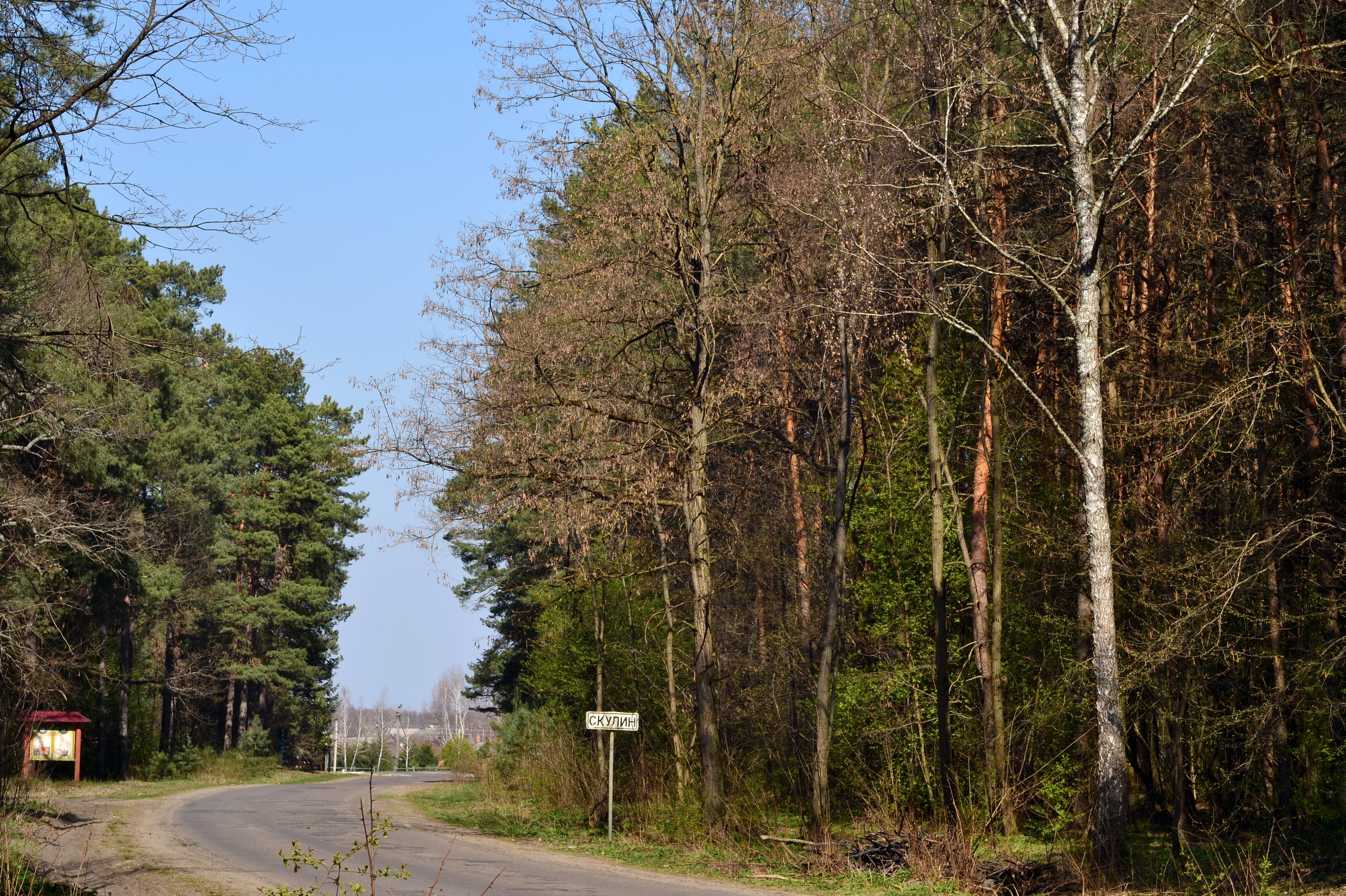
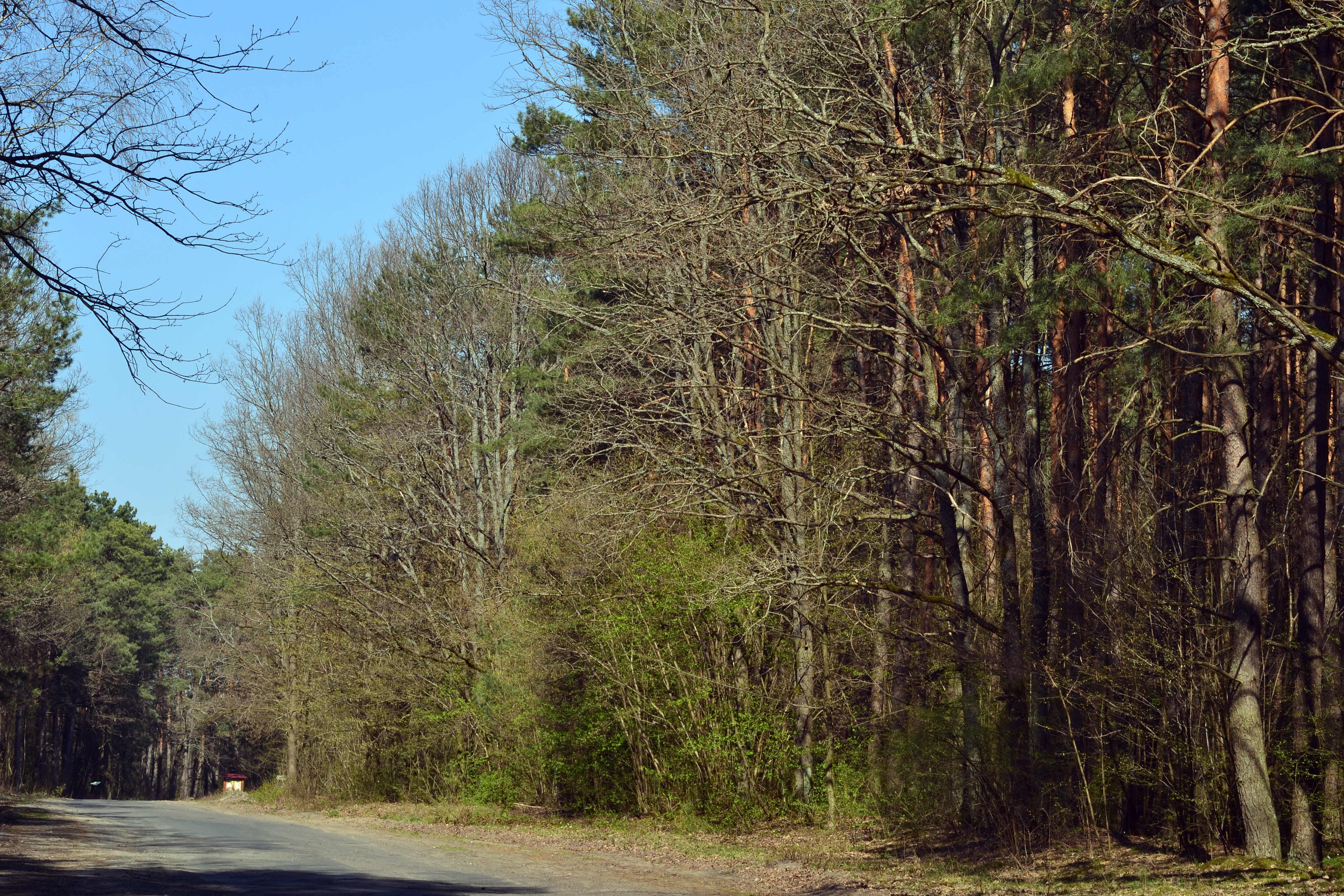
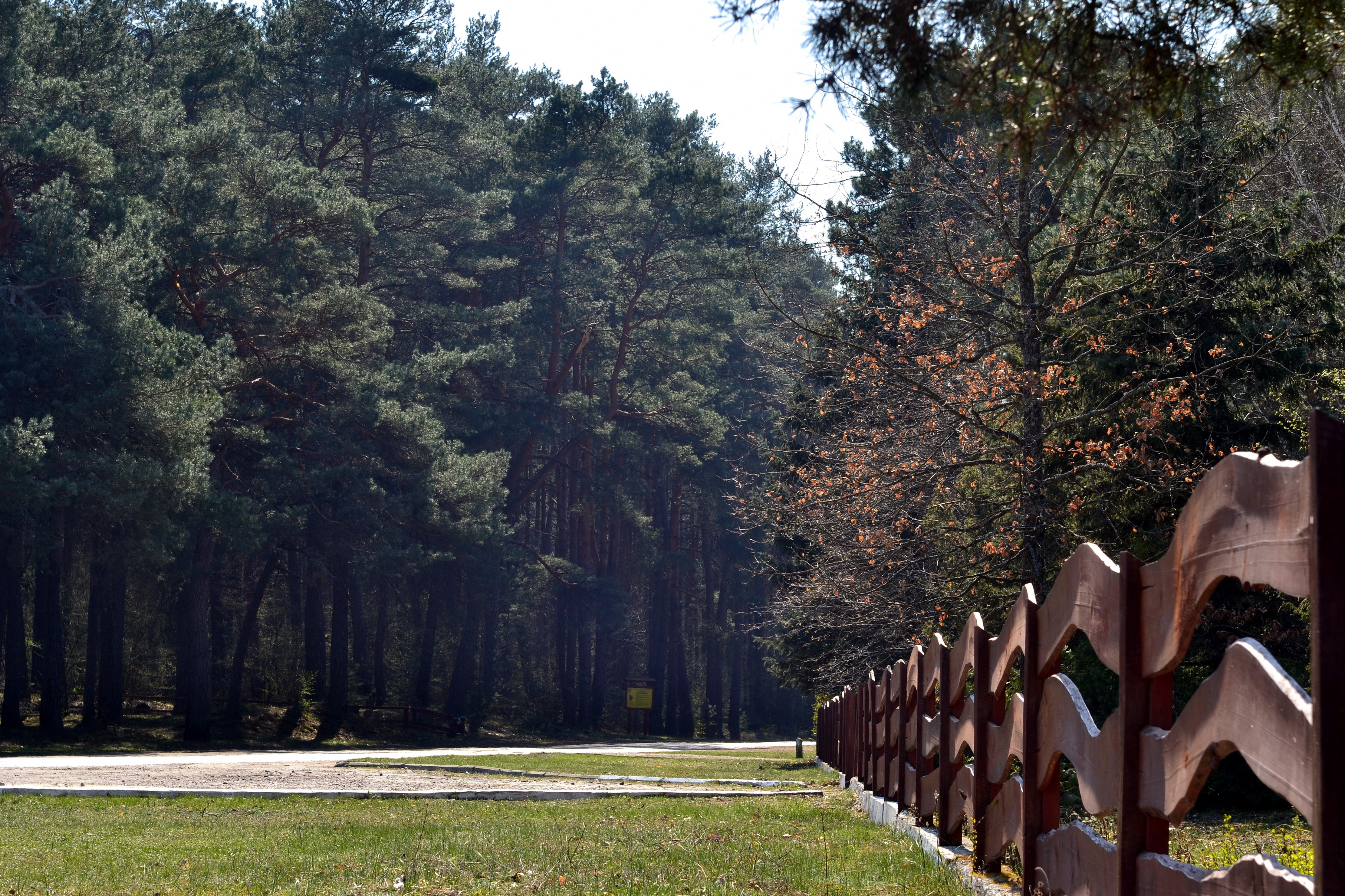
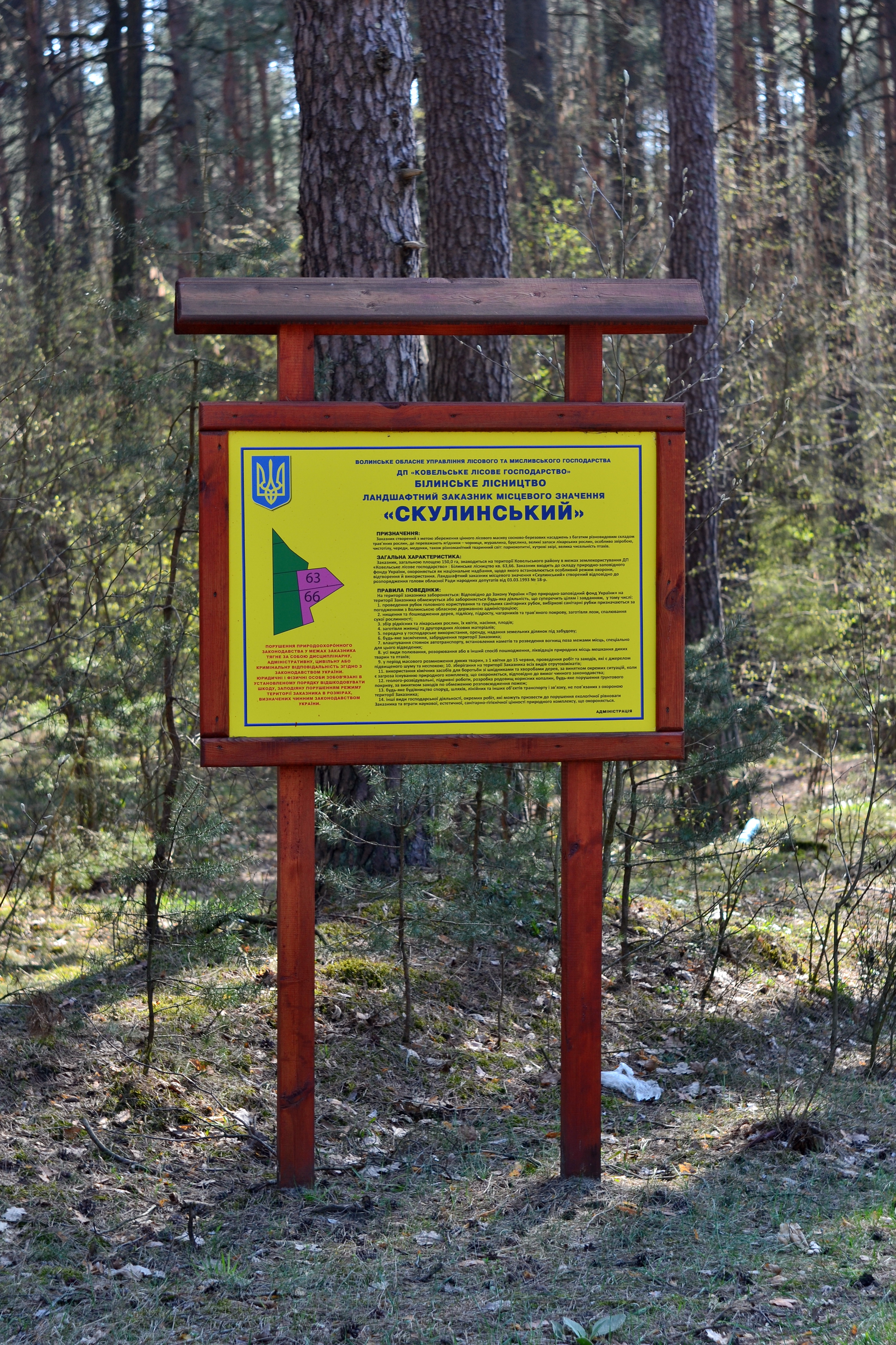